# Episodi di The Danny Thomas Hour
La prima e unica stagione della serie televisiva Danny Thomas - Un'ora prima è andata in onda negli Stati Uniti dall'11 settembre 1967 all'11 marzo 1968 sulla NBC.
In Italia questa stagione è stata trasmessa su Telecapri News dal 20 gennaio al 15 settembre 2018, mantenendo i titoli originali inglesi.
| nº | Titolo originale             | Prima TV USA      |
| -- | ---------------------------- | ----------------- |
| 1  | Wonderful World of Burlesque | 11 settembre 1967 |
| 2  | Instant Money                | 18 settembre 1967 |
| 3  | The Scene                    | 25 settembre 1967 |
| 4  | It's Greek to Me             | 2 ottobre 1967    |
| 5  | The Demon Under the Bed      | 9 ottobre 1967    |
| 6  | Sea World                    | 23 ottobre 1967   |
| 7  | Fame Is a Four-Letter Word   | 30 ottobre 1967   |
| 8  | Make More Room for Daddy     | 6 novembre 1967   |
| 9  | The Enemy                    | 20 novembre 1967  |
| 10 | The Zero Man                 | 27 novembre 1967  |
| 11 | The Royal Follies of 1933    | 11 dicembre 1967  |
| 12 | Cricket on the Hearth        | 18 dicembre 1967  |
| 13 | Is Charlie Coming?           | 25 dicembre 1967  |
| 14 | America, I Love You          | 8 gennaio 1968    |
| 15 | The Cage                     | 15 gennaio 1968   |
| 16 | Measure of a Man             | 22 gennaio 1968   |
| 17 | The Last Hunters             | 29 gennaio 1968   |
| 18 | One for My Baby              | 5 febbraio 1968   |
| 19 | Fear is the Chain            | 19 febbraio 1968  |
| 20 | Thomas at Tahoe              | 26 febbraio 1968  |
| 21 | My Friend Tony               | 4 marzo 1968      |
| 22 | Two for Penny                | 11 marzo 1968     |

## Wonderful World of Burlesque
- Prima televisiva: 11 settembre 1967

### Trama
- Guest star: Jerry Lewis, Mickey Rooney, Cyd Charisse, Phil Silvers, Nanette Fabray

## Instant Money
- Prima televisiva: 18 settembre 1967

### Trama
- Guest star: Abby Dalton (Mary Danopolous), Sid Caesar (Gregory), Don Adams (Harry), Richard Deacon (Witherspoon)

## The Scene
- Prima televisiva: 25 settembre 1967

### Trama
- Guest star: Robert Stack, Geraldine Chaplin, Michael J. Pollard, Victor Buono

## It's Greek to Me
- Prima televisiva: 2 ottobre 1967

### Trama
- Guest star: Buddy Hackett (Zeus), Bella Bruck, Vic Damone (Apollo), Joe Besser (Hermes), Juliet Prowse (Aphrodite)

## The Demon Under the Bed
- Prima televisiva: 9 ottobre 1967
- Diretto da: Peter Tewksbury
- Scritto da: Richard Dekoker

### Trama
- Guest star: Bing Crosby (Charlie Castle), Mary Crosby (Joan), Joan Collins (Myra), George Maharis (Phil Pearson)

## Sea World
- Prima televisiva: 23 ottobre 1967

### Trama
- Guest star:

## Fame Is a Four-Letter Word
- Prima televisiva: 30 ottobre 1967
- Diretto da: Robert Gist
- Scritto da: Richard Dekoker

### Trama
- Guest star: Geraldine Brooks (Anne Hoffman), Richard Conte (Jeff Hoffman), Carolyn Jones (Stacey McCall), Aldo Ray (Georgie Cutler), Michael Rennie (Paul Heaton), Barry Sullivan (Fairbanks)

## Make More Room for Daddy
- Prima televisiva: 6 novembre 1967

### Trama
- Guest star: Jana Taylor (Susan McAdams Williams), Angela Cartwright (Angela Williams), Rusty Hamer (Rusty Williams), Marjorie Lord (Kathy Williams)

## The Enemy
- Prima televisiva: 20 novembre 1967
- Diretto da: Don Taylor
- Scritto da: John T. Kelley

### Trama
- Guest star: Peter Brown (Eddie Kimble), Sammy Davis Jr. (Chris Christiansen), Bruce Glover (caporale Zutty), Clint Kimbrough (tenente Peters), Robert Pine (soldato Milsen), Henry Silva (Bob Rome), Ward Wood (capitano Bolger)

## The Zero Man
- Prima televisiva: 27 novembre 1967
- Diretto da: Richard C. Sarafian

### Trama
- Guest star: Red Buttons (Al Risko), Byron Foulger (Room Clerk), Victor French (detective), Stephen McNally (Bandler), John Megna (Joey Robbins), Nehemiah Persoff (Lew Beckman), Reta Shaw (receptionist)

## The Royal Follies of 1933
- Prima televisiva: 11 dicembre 1967

### Trama
- Guest star:

## Cricket on the Hearth
- Prima televisiva: 18 dicembre 1967
- Diretto da: Jules Bass, Arthur Rankin, Jr.
- Scritto da: Romeo Muller
- Soggetto di: Charles Dickens

### Trama
- Guest star:

## Is Charlie Coming?
- Prima televisiva: 25 dicembre 1967
- Diretto da: Boris Sagal

### Trama
- Guest star: Jack Carter (Beau Rees), Alan Hewitt (Sam Rose), Van Johnson (Charlie Snow), Joseph Mell (Hook), Janice Rule (Helen), Morgan Sterne (Jason Hanna)

## America, I Love You
- Prima televisiva: 8 gennaio 1968

### Trama
- Guest star: Polly Bergen (se stessa), Van Johnson (se stesso), Louis Prima (se stesso), Andy Williams (se stesso)

## The Cage
- Prima televisiva: 15 gennaio 1968
- Diretto da: Richard C. Sarafian
- Scritto da: Alvin Boretz, Eric Bercovici

### Trama
- Guest star: Norman Alden (Marshak), Bobby Darin (Lonnie), Arch Johnson (Warden), Lloyd Nolan (dottor Richmond), Sugar Ray Robinson (Dax), Dean Stockwell (Bruno)

## Measure of a Man
- Prima televisiva: 22 gennaio 1968

### Trama
- Guest star:

## The Last Hunters
- Prima televisiva: 29 gennaio 1968
- Diretto da: Robert Gist
- Scritto da: David Karp

### Trama
- Guest star: Dane Clark (Saul Rubin), Olivia de Havilland (Deborah Rubin), Bill Quinn (Responsabile immigrazione), Alfred Ryder (Kepler), Michael Shea (David Rubin), Richard Todd (Stafford)

## One for My Baby
- Prima televisiva: 5 febbraio 1968
- Diretto da: Don Weis
- Scritto da: Eric Bercovici, Stanley Kallis, Stanley Roberts

### Trama
- Guest star: Robert Brown (Alan Crowley), Rick Jason (Smitty), Janet Leigh (Liza Merrick), Strother Martin (Paul Rooney), Ricardo Montalbán (Tony Vincent), Charles Ruggles (Stimson), Sabrina Scharf (Francey)

## Fear is the Chain
- Prima televisiva: 19 febbraio 1968
- Diretto da: Lamont Johnson
- Scritto da: Eric Bercovici

### Trama
- Guest star: May Britt (Anna), Horst Buchholz (Ivo), Van Heflin (Kreutzer)

## Thomas at Tahoe
- Prima televisiva: 26 febbraio 1968

### Trama
- Guest star:

## My Friend Tony
- Prima televisiva: 4 marzo 1968
- Diretto da: Sheldon Leonard
- Scritto da: Ivan Goff, Ben Roberts

### Trama
- Guest star: Enzo Cerusico (Tony Novello), Jeanne Crain (Frances Merrill), Herbie Faye (Night-Club Manager), John Hanek (Vince Daniels), Claude Johnson (Barney), Lloyd Kino (T.C. Wong), Louis Lomax (tenente Arnold Moore), Hal March (Nick Farrow), Rose Marie (Emmalina Cortwright), Troy Melton (guardia), Walter Pidgeon (Jason Merrill), Dorothy Provine (Laura Merrill), Suzanne Taylor (Catherine Crowell), Paula Wayne (Kelly Ames), James Whitmore (professore John Woodruff)

## Two for Penny
- Prima televisiva: 11 marzo 1968
- Diretto da: Paul Bogart
- Scritto da: Arnold Schulman

### Trama
- Guest star: Lou Antonio (Stefanos), Bill Bixby (David), Michael Constantine (Demetrios), Nick Dennis (Alexandros), Donna Loren (Penny), Regis Philbin (cliente), Gregory Rozakis (Yani), Renata Vanni (Mrs. Alexandros)